# Natxo Romero Frías
Natxo Romero Frías (Barcelona, 18 de enero de 1958 - 9 de septiembre de 2010 ) fue un intérprete de saxofón español. 

## Estudios
Fue inicialmente autodidacta actuando en un grupo conocido como la Orquestra Encantada ya en la década de 1970 tocando el saxofón, trompeta y flauta travesera. Durante los años siguientes formó parte de diversos grupos, como Dr. Calypso y Skatalà entre otros, consolidándose como músico profesional. Empezó sus estudios musicales formales relativamente tarde durante la década de 1990 y posteriormente pasó a dar clases a músicos jóvenes. Entre 2010 y la fecha de su fallecimiento tocaba el saxofón barítono con The Fenicians y Root Diamoons principalmente. 
Natxo Romero Frías murió repentinamente de un accidente cerebrovascular en Barcelona.